# Seille (Saona)
La Seille è un fiume francese, che scorre nei dipartimenti del Giura, della Saona e Loira e dell’Ain nelle regioni della Borgogna-Franca Contea e dell’Alvernia-Rodano-Alpi, e che sfocia nella Saona.

## Geografia
Da Ladoye-sur-Seille scende verso sud-ovest, poi verso nord-ovest e bagna Domblans. Continuava verso ovest, passando per Bletterans e Frangy-en-Bresse, dove riceve da destra la Brenne. Presso questa confluenza vira bruscamente a sud, quindi a Louhans il Solnan si getta  da sinistra nella Seille. Questa termina il proprio corso in direzione sud-ovest e, dopo aver ricevuto da sinistra la Sâne Vive, sfocia nella Saona.